# Gerhard Bast
Gerhard Bast, född den 12 januari 1911 i Gottschee, död den 9 mars 1947 vid Brennerpasset, var en österrikisk jurist och Sturmbannführer. I egenskap av ställföreträdande Gestapo-chef i Münster deltog han i deportationen av tyska judar. I slutet av år 1941 ledde Bast Sonderkommando 11a inom Einsatzgruppe D som begick massmord på judar på Krim. Från juni till november 1944 var han chef för Sonderkommando 7a inom Einsatzgruppe B.
Efter andra världskriget gick Bast under jorden och antog falskt namn. Han rånmördades när han via Brennerpasset skulle återförenas med sin familj.

### Webbkällor
- Weinzierl, Ulrich (11 september 2004). ”Der Mörder in meinen Genen: Wie man im Dritten Reich "ehrenhaft und anständig" blieb. Martin Pollack forscht nach seinem Vater” (på tyska). Die Welt. Arkiverad från originalet den 17 februari 2013. https://www.webcitation.org/6EVQ2OYzK?url=http://www.welt.de/print-welt/article339455/Der-Moerder-in-meinen-Genen.html. Läst 17 februari 2013.